# Рышнов
Ры́шнов (рум. Râşnov, венг. Barcarozsnyó (Барцарожньо), нем. Rosenau (Розенау)) — город в жудеце Брашов, Румыния.

## Население
Численность населения составляет примерно 16 тыс. человек. Город расположен примерно в 15 км от Брашова и примерно на таком же расстоянии от замка Бран, между Валахией и Трансильванией.

## История
Крепость в Рышнове была построена рыцарями Тевтонского ордена в 1215 году, впервые упоминается в документах 1331 года. За всё время существования крепость была захвачена только один раз — примерно в 1600 году Габриелем Батори (рум. Gabriel Báthory).
Существует легенда, связанная с крепостью. Во время одной особенно долгой осады жителям города очень не хватало воды. Тогда двух турецких пленников, захваченных ранее, заставили рыть колодец в центре города. Им обещали даровать свободу, как только задание будет выполнено. Согласно легенде, работа заняла 17 лет, но потом пленников все равно убили. Этот колодец находится в центре крепости, его глубина — 62 метра. Недавние раскопки обнаружили на дне колодца кости двух человек.
В настоящее время крепость доступна для посетителей.

## Галерея

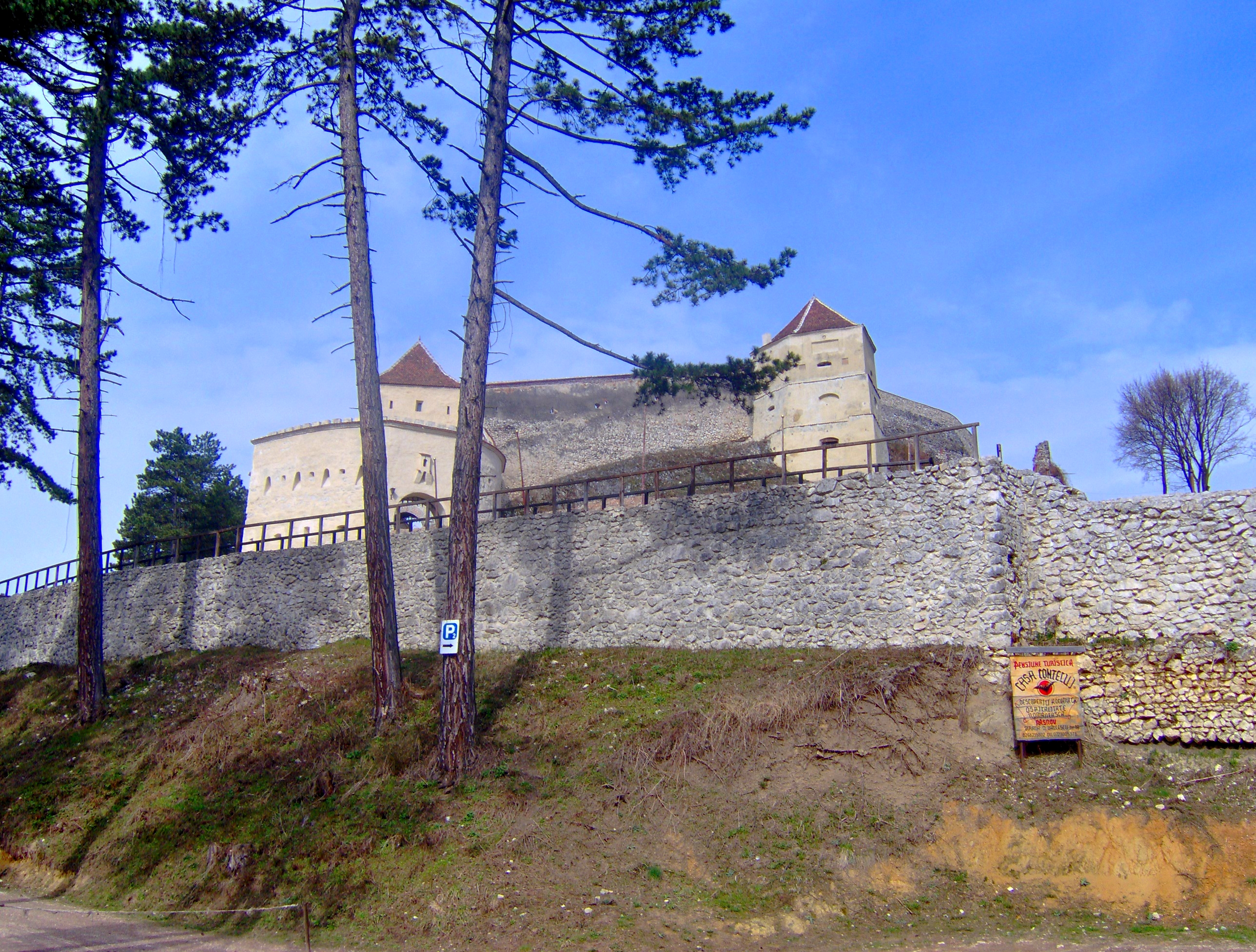
Крепость Рышнов
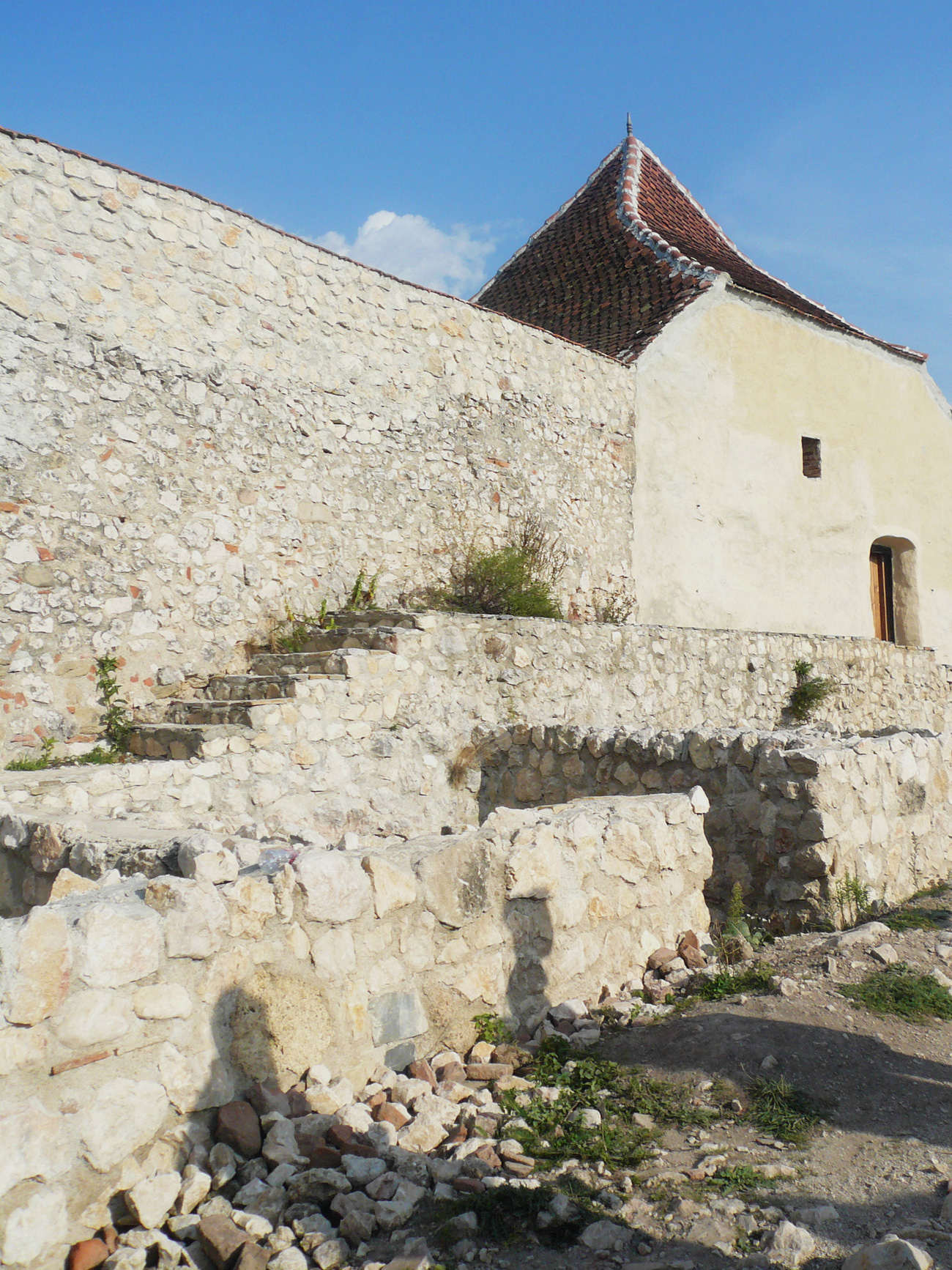
В крепости
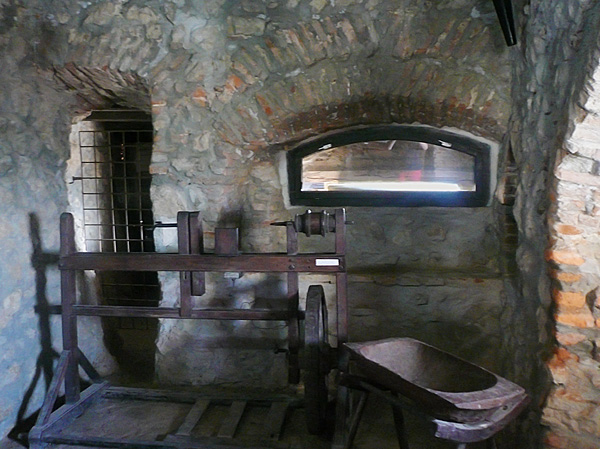
Музей в Рышнове
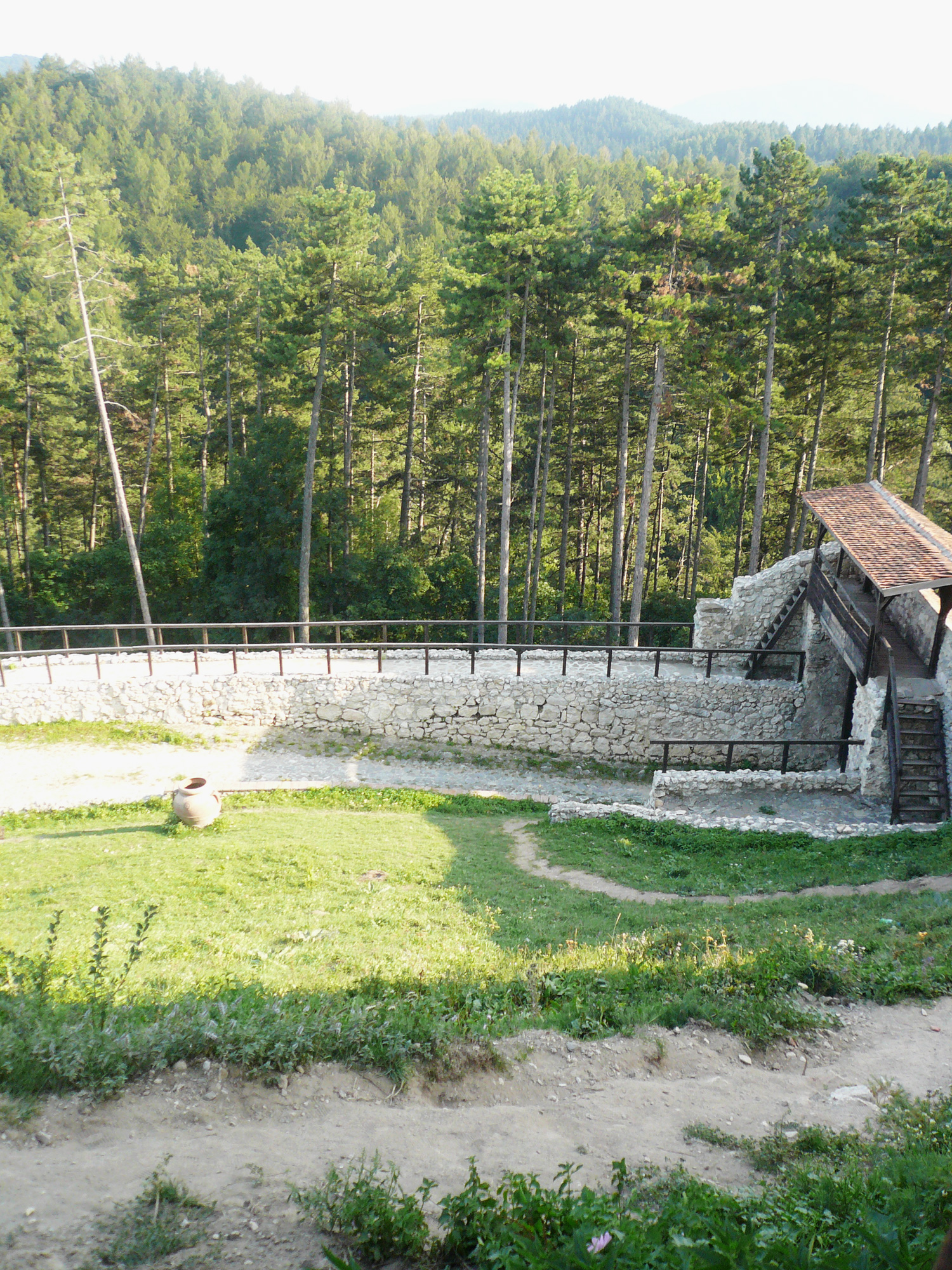
Вид из крепости
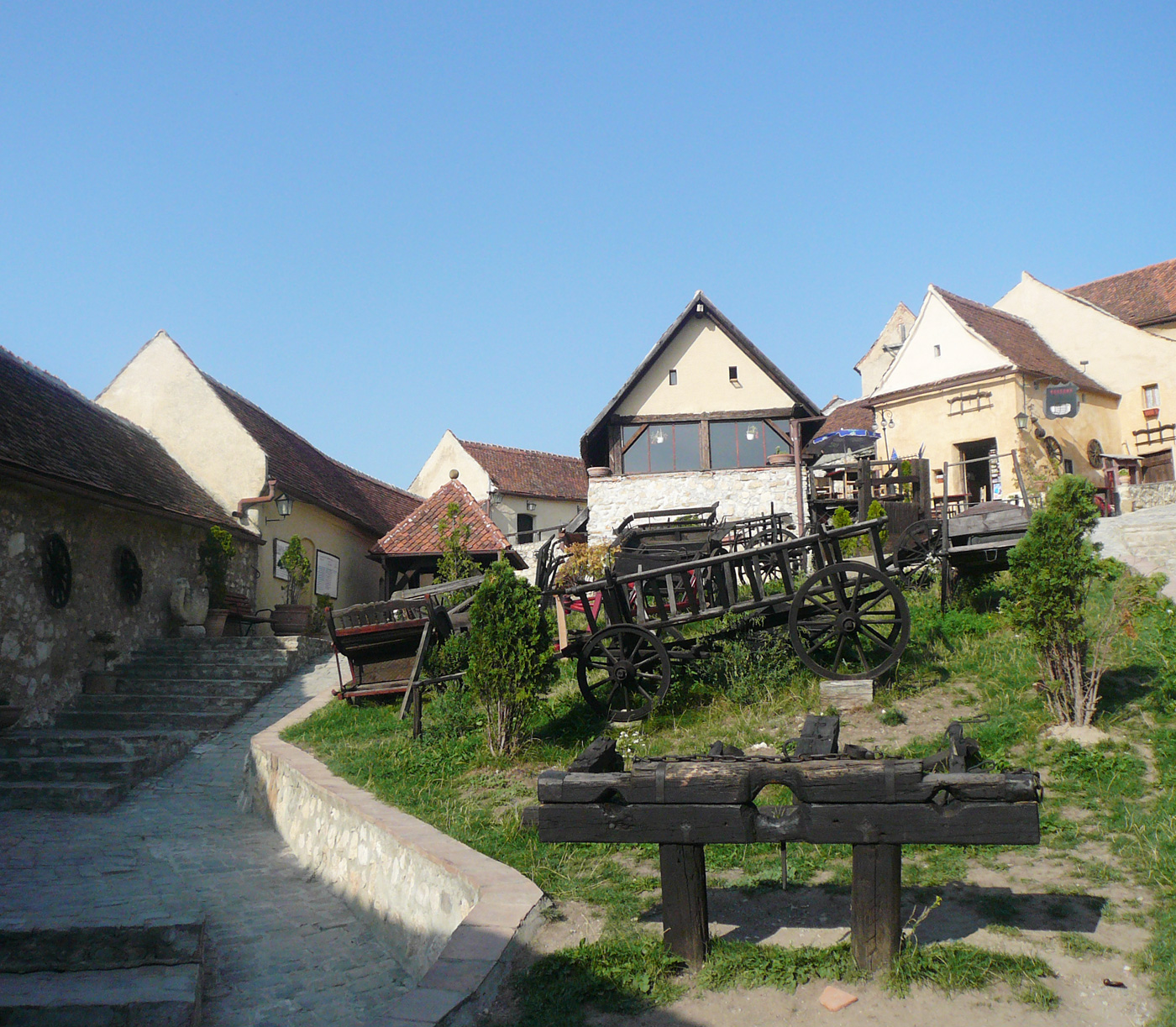
Внутренний вид крепости
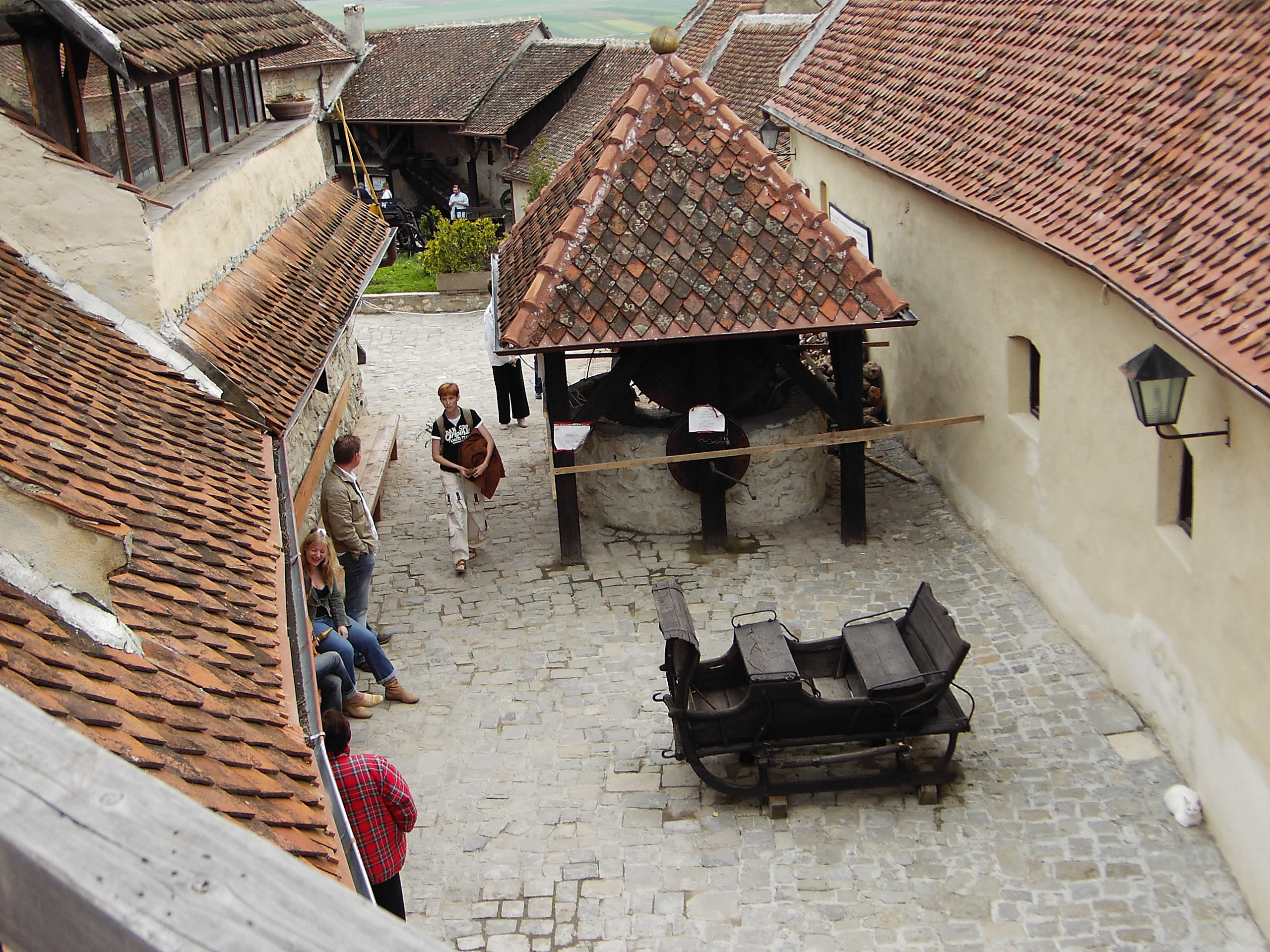
Знаменитый колодец
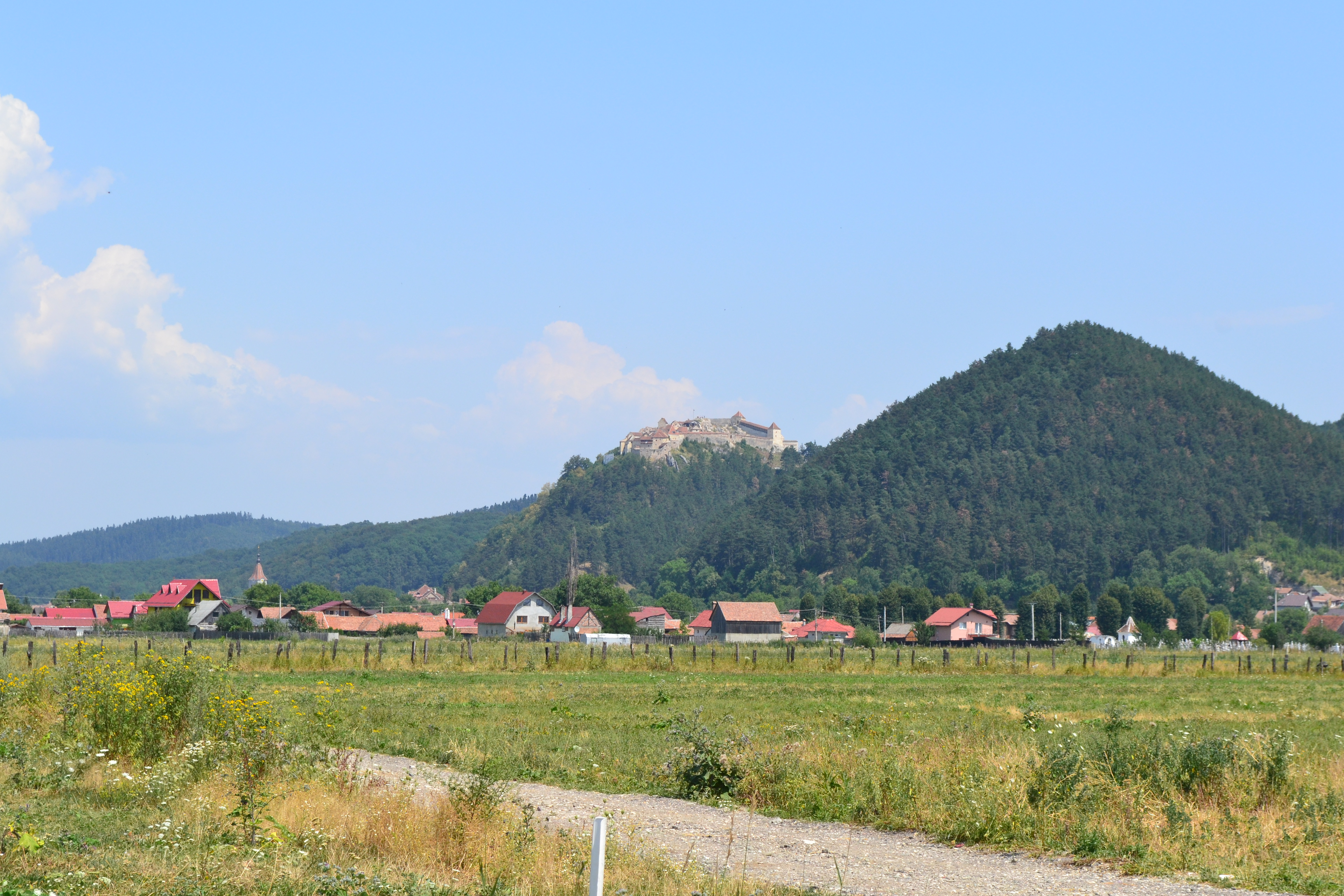
Вид издалека
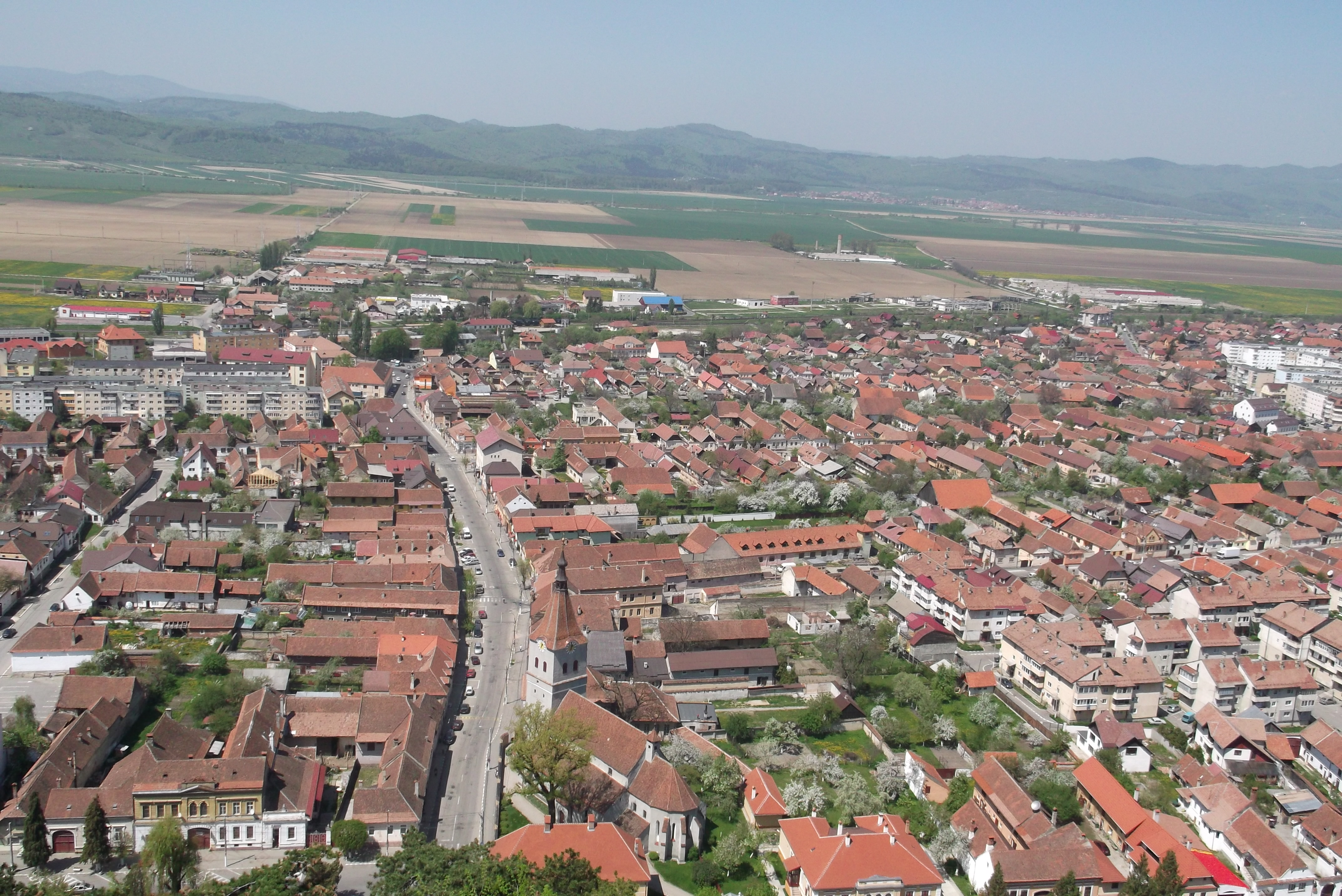
Панорама города. Вид с крепости